# Furta
Furta is een plaats (község) en gemeente in het Hongaarse comitaat Hajdú-Bihar. Furta telt 1179 inwoners (2001).